# سر أسياب (دالاهو)
سر أسياب (بالفارسية: سرآسیاب) هي قرية تقع في قسم غوراني الريفي (مقاطعة دالاهو) في إيران. يقدر عدد سكانها بـ 16 نسمة بحسب إحصاء 2016.